# 仮面ライダーBLACK
『仮面ライダーBLACK』（かめんライダーブラック）は、1987年10月4日から1988年10月9日まで、TBS系列で毎週日曜10時から10時30分（JST）に全51話が放送された、毎日放送・東映制作の特撮テレビドラマ、および作中で主人公が変身するヒーローの名称。

## 概要
『仮面ライダースーパー1』以来、6年ぶりのテレビシリーズの新作。
過去のライダーと異なり、マフラーや手袋・ブーツのようなスーツを思わせる造形を省いた外骨格的（生物的）なデザイン、モチーフ動物の特徴をよりリアルに表現した怪人、戦闘員のいない敵組織など様々な新機軸が盛り込まれた。怪人のネーミングが「○○怪人」とシンプルなものに統一されている点も原点回帰の一環であり、仮面ライダーの体色が黒である点も、放送前の特番で「バッタの血液は黒」だと引用し、黒い仮面ライダーの姿に原点に戻るという意向を託した。
中でも、敵組織に仮面ライダーと全く同格の改造人間・世紀王シャドームーンが登場することは特徴的だった。シャドームーンは名前に「仮面ライダー」の文字は含まないものの、歴代仮面ライダーを紹介する書籍やバンダイの玩具などでもBLACKとほぼ同等に扱われている。この設定は、後のシリーズにおける「仮面ライダー対仮面ライダー」の構図の先駆けとなっている。
「原点回帰」の設定に加え、敵となった兄弟同然の親友と戦わねばならなくなった主人公の悲哀を描いた終盤のハードな展開、ヒーローが戦いに勝利したにもかかわらず、主人公にとってはやるせなさを残したラストに示されるようなドラマ性などがオンエア当時から高く支持され、視聴率も好調だった（平均視聴率9.2パーセント）。そのため、本作品に続けて南光太郎を主人公とする続編『仮面ライダーBLACK RX』が制作され、事実上2年続くシリーズとなった。

## あらすじ
大学生・南 光太郎（）は19歳の誕生日を迎えた日、親友の秋月信彦とともに暗黒結社ゴルゴムによって拉致される。そして、次期創世王候補にせんとする三神官から体内にキングストーン「太陽の石」を埋め込まれ、世紀王ブラックサンに生体改造された。
息子たちから人としての記憶だけは消させまいと乱入した秋月総一郎の手引きによって、脳改造を受ける寸前に、ゴルゴムが世紀王のために用意していたバイク型生命体・バトルホッパーを駆って逃亡した光太郎だったが、三神官に捕われて攻撃を受ける。その衝撃の中、光太郎の体は異形のバッタ男からブラックサンの姿となる。
その後、総一郎の死を経て、光太郎は仮面ライダーBLACKを名乗り、信彦の救出とゴルゴム壊滅のために戦いを開始する。

## 登場人物
南 光太郎（） / 仮面ライダーBLACK
主人公。秋月信彦と同じく19年前の日食の日の同時刻に生まれた。3歳の時に両親と死に別れ、父の学者仲間だった信彦の父・総一郎の養子となる。東星大学人文学部2年生で、サッカー部に所属。
19歳のバースデーパーティーの最中に起こった不可思議な現象に疑惑を抱き、主催した総一郎の真意を突き止めるべく家に戻ろうとしたところを信彦共々三神官に連れ去られ、生体改造手術を受け世紀王ブラックサンとされたが、脳改造の前に総一郎の手引きで脱出。以後仮面ライダーBLACKを名乗り、ゴルゴムの陰謀に立ち向かうことになる。
詳細や、『仮面ライダーBLACK RX』などの後継作品の設定については仮面ライダーBLACK (キャラクター)を参照。

秋月 信彦（）
秋月家の長男。東星大学理工学部2年生でサッカー部に所属。
南光太郎と同じく、19年前の日食の日の同時刻に生まれ、秋月家に引き取られた光太郎とはサッカー仲間やバイク仲間にもなる。
19歳のバースデーパーティーの後、光太郎と家に戻ろうとしたところを三神官に連れ去られ改造手術を受けるが、総一郎の妨害の際に身体に深いダメージを受けたまま神殿に取り残され、蛹をまとったバッタ男の状態で眠りに就いた。
後に三神官の石の力で世紀王シャドームーンとして復活した。だが信彦としての記憶はあるものの、その人格はなかった。
シャドームーンになってからの一人称は基本的に「私」だったが、第50話途中から「俺」になった。

秋月 杏子（）
総一郎の実娘で信彦の妹。朝霧女子高等學校二年生でテニス部所属。
父を喪った後、光太郎の勧めで秋月邸を離れ、キャピトラで住み込みでアルバイトすることになる。設定ではこの時点で高校を自主退学しており、第45話でのかつての級友から「どこの学校に通っているの？」という質問を聞かれたときの様子から朝霧高校を退学し、その後も学校には通っていないことが劇中で示唆されている。
光太郎とは兄妹同然に育ったが次第に異性としても意識し始めていたようである。第35話にて光太郎がBLACKであることを知る。ゴルゴムの手によってシャドームーン覚醒のための生贄にされかかるが、「BLACKを倒すのは、あくまで自分」と言い張るビルゲニアの妨害で危うく難を逃れた。
仮面ライダーBLACKがシャドームーンに敗れ、日本へのゴルゴムの総攻撃が始まり失意の中、渡米。その後BLACK（光太郎）の生存を知り日本に帰ろうとするが、BLACKとシャドームーンの決着の邪魔になると克美にとがめられ、異国から光太郎の身を案じた。その後の動向は描写されておらず、次作『RX』では回想シーンのみの登場であった。

紀田 克美（）
信彦のガールフレンド。 東星大学人文学部2年生。キャピトラの経営を任されている。
中盤にて杏子同様に光太郎がBLACKであることを知る。ゴルゴムに拉致された恋人の無事帰還を切に願っていただけに、シャドームーンと化した信彦との再会には心を乱される。
仮面ライダーBLACKがシャドームーンに敗れ、日本へのゴルゴムの総攻撃が始まると杏子と共に渡米。その後BLACK（光太郎）の生存を知るも、BLACKとシャドームーンの決着の邪魔になると、帰国せず杏子と共に異国から光太郎の身を案じた。
杏子同様、その後の動向は描写されておらず、次作『RX』も杏子同様回想シーンでのみの登場であった。

東堂 勝（）
バー&スキューバダイビング洋品店のCAPITOLA（）のオーナー店主。37歳。光太郎の大学の先輩でサッカー部のOBでもある。店の経営よりも趣味のスキューバダイビングを優先しており、店にはほとんど顔を出さない。

滝 竜介（）
インターポールの自称「はみだし捜査官」。東星大学理学部出身で、信彦のサッカー部の先輩でもある元プロサッカー選手で、サッカー部時代の得意技「リュウシュート」でBLACKの危機を救った。第16話と第30話に登場。『仮面ライダー』に登場したFBI 捜査官・滝和也をオマージュしたキャラクター。
- 演じた京本政樹はノーギャラで出演したとのこと。その代わりに「ライダーの正体を唯一知っている」「ライダーと同じくらいの働きをする」「正体は元FBI」という条件を挙げたそうである。

南 正人（）
光太郎の父で総一郎の学者仲間。光太郎が3歳の時、ゴルゴムメンバーになることを拒否したことで、ゴルゴムの仕組んだ飛行機事故によって死亡。

南 友子（）
光太郎の母。夫と共に飛行機事故によって死亡。

ゴルゴム少年戦士
ゴルゴムによって育成されたが、ゴルゴムに反旗を翻しBLACKに味方する。高山により10歳のときに成長停止剤を投与されていたため、年齢は成人に達しているが肉体は少年のままである。リュウジはシーラカンス怪人の生体電流により感電死し、残る4人は光太郎に見送られてどこかへ去って行った。第31話や第47話にも登場している。

## ゴルゴム（暗黒結社ゴルゴム）
有史以前から驕り高ぶる人類の発展した文明や文化を完全破壊と淘汰し、優れた人間だけを怪人にして、怪人だけの世界を創ろうと暗躍を続けていた創世王が統治する暗黒結社。組織には政財界の実力者や優秀な科学者も参加しており、世界を裏から操っている。5万年に一度、キングストーンを持つ2人の世紀王を闘わせ、勝った方を次期創世王にする。基本的に人間に対しては冷酷で、同族としての怪人を重んじる。人類を不良品種と考えているため、死の恐怖がない5万年以上の生命を持つ改造怪人だけの世界を創り、本能のままに生きさせようとする。物語終盤で大怪人ダロムが組織の理念を否定する発言を行い、クジラ怪人の離反を招いた。シャドームーン復活を機に人類に宣戦布告したことで、その存在が世界に知れ渡ることとなった。次回作『仮面ライダーBLACK RX』での歴代10人ライダーはゴルゴムの海外支部と各国で戦い、撃破したことが語られている。

### 創世王
ゴルゴムの守護神にして総支配者で、代々5万年ごとに交代している。その姿は巨大な心臓そのもので、即に寿命が尽きようとしているが、それでも地球を破壊するほどの力を持つ。また、破壊光球を招来させたり、ロードセクターですら破れない強力なバリヤーを張り、シャドームーンにパワーを付与する能力を持つ。テレパシーによって世紀王や三神官と会話をする。
光太郎と信彦を世紀王ブラックサン・シャドームーンに選び、ブラックの脱走後はシャドームーンを次期創世王と定めた。しかし、シャドームーンの生命力が低下した際にはビルゲニアにサタンサーベルを与え世紀王昇格を暗示したこともあった。シャドームーン復活後は、太陽の黒点に自らの死期を見出し、ブラックサンとの戦い、最後の選別を迫り、自らの力を分け与えてブラックを倒させようとしたが、シャドームーンが敗れたためにブラックを次期創世王にしようとする。しかし、ブラックがそれを拒絶したために自らの命を引き換えにして地球を破壊しようとするが、ブラックが呼び寄せたサタンサーベルによって身体を刺し貫かれ、「人間の心に悪がある限り必ず甦る」と言い残しゴルゴム神殿と共に爆死した。
漫画『仮面ライダーSPIRITS』作者の村枝賢一によると、シャドームーンが緑色の仮面ライダーに、創世王が金色の仮面ライダーになり、三つ巴の戦いを繰り広げるという展開も考案されていたとされている。
その他の登場作品
映画『劇場版 仮面ライダーディケイド オールライダー対大ショッカー』
シャドームーンが創世王として登場。詳しくはシャドームーン#平成仮面ライダーシリーズ関連作品を参照。
小説『S.I.C. HERO SAGA MASKED RIDER BLACK RX EDITION -After0-』
シャドームーンに憑依しその体を乗っ取る。その後、月の力を得てアナザーRXへと進化、さらに太陽の石を奪い取りアナザーシャドームーンとなる。詳しくはシャドームーン#派生作品での派生形態を参照。
ゲーム『仮面ライダー バトライド・ウォー創生』
長い時を経て未来で復活、その後過去へ行きシャドームーンに憑依しその体を乗っ取る。詳しくはシャドームーン#平成仮面ライダーシリーズ関連作品を参照。
漫画『宇宙の11 仮面ライダー銀河大戦』
マーダー帝国を支配し、歴代大幹部を復活させ地球を窮地に追い込む。

### 世紀王
次期創世王の候補である2人の戦士。その証としてキングストーンを持つ。次期創世王の後継者争いは5万年周期に、継承の儀式が行われ、皆既日食の日に誕生した人間を当代のゴルゴム最高の技術で互いに同格の力を持つ生体改造人間の戦士に改造し互いに競わせ、勝利した片方が創世王となる。
世紀王の証にして力の源となるのが「太陽の石」と「月の石」の2つのキングストーンである。後継者争いに勝ち抜き2つの石を両方手に入れたものが、名実ともに次期創世王となる。数々の奇跡を起こすもその力はあくまで石の力の一端で真の力は未知数であり、2つの石を揃えた時に真の力を発揮するとされる。
それぞれ、詳しくは個別の記事を参照。
仮面ライダーBLACK / ブラックサン
南光太郎が変身を遂げるキングストーン〈太陽の石〉を体内（変身ベルトに内蔵）に有した世紀王。生体改造人間の王に君臨する存在でありブラックサンの名を取る。肉体への改造が施された後、信彦の実父・秋月総一郎の妨害によって脳改造の寸前で脱出に成功し、人類を護るため仮面ライダーBLACKを名乗ってゴルゴムに孤独な闘いを挑む漆黒の騎士。詳しくは仮面ライダーBLACK (キャラクター)#仮面ライダーBLACKを参照。
シャドームーン
秋月信彦が改造されたキングストーン〈月の石〉を体内（変身ベルトに内蔵）に有した世紀王。南光太郎と異なり手術時の事故により脱走に失敗し、対立関係にあたるBLACKの宿敵として立ちはだかる。詳しくはシャドームーンを参照。

### 剣聖ビルゲニア
第18話より登場。古代甲冑魚ビルケニアの大怪人。三万年前の日食の日に生まれたが、創世王の全盛期であったためキングストーンを与えられず世紀王になれなかった。過去の横暴な態度のため創世王の怒りに触れ、封印の棺に封じ込められていたが、創世王の命によりBLACKを倒すため三神官が復活させた。復活後は創世王にこそ忠誠を示したが、三神官に対しては慇懃無礼かつ反抗的でありしばしば作戦の妨害もした。BLACKのキングストーンを奪って、世紀王になろうとする。
初戦では事前にクロネコ怪人を犠牲にして能力をリサーチしたこともあり、BLACKを敗退させ、以後も何度も激闘を繰り広げたが決着はつかなかった。復活してからしばらくは顔の色は肌色だったが、体調が戻ると本来の色である白色に戻る。
妖剣ビルセイバーと、ゴルゴムの紋章が刻まれた盾ビルテクターを武器に持ち剣技を誇る。また、ビルセイバーで斬った人間を操ったり、剣を投げつけることで追尾する炎の矢へと変える。ビルセイバーからは強力なエネルギー波プレッシャーウェーブや秒速200メートルの旋風ダークストームなどを発生させたり、多数の分身を生成するデモントリックなどの多くの妖術や催眠術、変身能力、ビルケープで全身を包むと光の玉になり自在に飛行するなど、世紀王であるBLACKを凌ぐ特殊能力を発揮した。耐久力もライダーパンチやライダーキックを立て続けに受けても耐えられるほど高い。またロードセクターを開発した大門の教え子である江上の協力を得て自ら専用の超武装マシン・ヘルシューターを完成させ、ロードセクターを駆るBLACKと互角のマシン戦を展開した。バトルホッパーを奪おうと企んだこともあり、タマムシ怪人によって制御不能にされ暴走したところを乗っ取ろうとしたが、失敗している。
冷酷な性格ながら、黒松に変装して光太郎を殺そうとしたときには、人目を恐れて殺害を断念したり、BLACKは自分が倒すというプライドゆえにBLACKへの勝機を逃すこともしばしばあった。
その後シャドームーンとビルゲニアを天秤にかける創世王から次期創世王の剣サタンサーベルを与えられ、サタンサーベルとビルセイバーを併用し新必殺技サタンクロスを編み出したり、サタンサーベルの魔力で人々を洗脳して暴徒化するなどより強大な力を手に入れた。第35話でBLACKと戦闘中にシャドームーンが復活。サタンサーベルを奪われ、BLACKにライダーパンチとライダーキックの連打を受けて深手を負う。ゴルゴム神殿に帰還するもシャドームーンと戦わざるを得なくなり、サタンサーベルの一撃で斬り捨てられ倒された。
その他の登場作品
『平成ライダー対昭和ライダー 仮面ライダー大戦 feat.スーパー戦隊』
地下帝国バダンの幹部怪人として登場。

### 三神官（三大怪人）
ゴルゴムの活動を具体的に決め、実践する大役を負う。一般怪人の中で組織への功績の大なる者が先代の神官に選出・再改造され、命の石を得ることで誕生する。創世王の交代時期には世紀王の育成や作戦指揮を補佐する役目を持つ。BLACKのことを当初は「ブラックサン」と呼んでいたが第4話から世間での呼称に合わせ「仮面ライダーBLACK」と呼び名が変わった。またシャドームーンについては当初呼び捨てだったものの、復活後からは様付けで呼んでいる。三神官は、全て空中浮遊術および人間に変身する能力、暗黒超力と呼ばれる邪悪な超能力を持っている。

大神官ダロム
三神官のリーダー格で、智を司る大神官。小柄な老人の姿をしている。年齢は8万歳以上で、ゴルゴムの中では最古参のメンバーである。「智恵の大神官」と呼ばれており、キングストーンに次ぐ力を持つ青い天の石を所持している。
優れた頭脳の持ち主で、性格は冷静沈着で陰湿。右手から出す遺伝子操作ビームで生体改造手術を行う。感情が高ぶると瞳が赤く染まる。
戦闘時には怪光線や催眠光波を放ち、念動力で相手を攻撃する。人類に激しい憎悪を抱いており、人類抹殺を目論む。
第36話でシャドームーン復活のために天の石の力を使い切り、本来の姿である大怪人ダロムに戻る。
大怪人ダロム
ダロムが天の石を失い、本来の姿である三葉虫の大怪人に戻った姿。大神官のときの冷静さはなくなり、攻撃的な性格になっているが、高い知能はそのままで、凶暴性と戦闘力が大幅にアップしている。
大神官のときよりも強力な念動力と怪力と伸縮自在な頭部の触角、これからの捕獲光線などの光線、掌や鞭にもなる触角からの破壊光線を武器にBLACKとも何度も激突した。手からも破壊光線を放つ。
第49話で「命のエキス」によってパワーアップしたBLACKのキングストーンフラッシュで破壊ビームを押し返されて怯んだところを、ライダーパンチとライダーキックの連続攻撃により倒れた。
その他の登場作品
『仮面ライダー世界に駆ける』
声は依田英助。スーツアクターは渡辺実。
『オーズ・電王・オールライダー レッツゴー仮面ライダー』
本作品と同じく、飯塚昭三が声を担当。
ショッカーの同盟となったゴルゴム代表として登場し、前述の考えからジャーク将軍共々ショッカーの考えに反対していたが、世界征服を優先させることを受け入れる。終盤は戦うことなく岩石大首領の起こした地割れに飲まれた。
『スーパーヒーロー大戦GP 仮面ライダー3号』
ショッカーの怪人として登場。

大神官バラオム
戦闘と力を司る大神官。顔が岩のようなクリスタル状の青い皮膚で包まれている。年齢は5万歳以上。「戦いの大神官」と呼ばれており、赤い海の石を所持している。
荒々しく好戦的な性格ではあるが、一方で餓えた怪人たちの仲間割れを仲裁する、身勝手な行動を行った怪人を叱り付けるなど、組織の調整役も務めていた。
ビシュムが倒れた際にはBLACKへの怒りを見せ、海を汚染しようとするダロムを海棲怪人に悪影響が出ると諌めるなど仲間意識の強さを伺わせたり、部下を大事にする一面もある。
両手は機械化されており、怪人の頭も握り潰せるほどの力がある。指先から衝撃光波を発射したり、バリアを張って敵の攻撃を防ぐことも可能。また、両眼から白色光を放射し、周囲を照らす。
第36話でシャドームーン復活のために海の石の力を使い切り、本来の姿である大怪人バラオムに戻る。
大怪人バラオム
バラオムが海の石を失い、本来の姿であるサーベルタイガーの大怪人に戻った姿。以前よりも怪力で、大神官時に使用していた両手から発射するショックビームは2色の破壊光線に変化しており、怪人やBLACKにすらダメージを与える威力を誇る。大神官時よりも、人間に変装したり、BLACKと直接対決する機会が多かった。破壊光線のほか、顎から生えた牙からコピーされた2本のサーベルや鋭い爪を武器にBLACKと戦う。
第46話で特訓により超高速移動能力を体得。クジラ怪人を利用してBLACKを倒そうとするが、クジラ怪人の粘液を受けて動けなくなったところをライダーパンチとライダーキックの連続攻撃で倒された。
その他の登場作品
『仮面ライダー世界に駆ける』
本作品と同じく、高橋利道が声とスーツアクターを担当。
『平成ライダー対昭和ライダー 仮面ライダー大戦 feat.スーパー戦隊』
地下帝国バダンの幹部怪人として登場。

大神官ビシュム
ゴルゴム三神官の一人で、右の目で未来を、左の目で過去を見ることができる。劇中ではフードの下は描写されなかったが、一部の資料には白髪を露わにした写真も掲載されている。
巫女の役割を果たす予言の大神官で、「預言の大神官」と呼ばれており、紫の地の石を所持する。元々は怪人であったが、長きにわたる組織への貢献を評価され先代神官によって改造手術を受け神官に昇進した。ゴルゴム怪人たちからは「ゴルゴムの聖母」として崇められている。
目から発する灼熱光球で敵を焼き尽くす。鋭い爪を武器にするとの設定もある。メンバーに対しては慈悲深いがそれ以外の人間には冷酷で、人間の作る美や愛を否定する作戦を行う。
第36話でシャドームーン復活のために地の石の力を使い切り、本来の姿である大怪人ビシュムに戻る。
- 当初はマスクの切れ込みが小さく、息によって内側が曇ってしまうため、演じる好井の口に合わせて切れ込みの大きさを合わせている。

大怪人ビシュム
ビシュムが地の石を失い、本来の姿である翼竜の大怪人に戻った姿。以前よりも飛行能力とスピードが強化されており、両眼から発射する大神官時よりも強力な灼熱光球で敵を焼き尽くす。その他、身体を高速回転させることにより強力な竜巻を発生させることも可能で、BLACKとの一騎討ちでも苦戦させた。
第45話でBLACKに挑戦、BLACKを道連れにしようとしてシャドームーンの放ったシャドービームに貫かれ、倒れる。なお、この際にシャドームーンが、乱入してきた杏子を傷つけるのを躊躇したため、BLACKは軽傷を負っただけで生還した。
その他の登場作品
『仮面ライダー世界に駆ける』
本作品と同様、好井ひとみが演じている。
『劇場版 仮面ライダーディケイド オールライダー対大ショッカー』
門矢小夜（演：荒井萌）が変身する。

### ゴルゴム怪人
人間に動植物の遺伝子と能力を暗黒超力によって移植・融合させた改造人間で、5万年以上もの長い寿命を持つ。元が古代人であるため、人間態を持っている者もおり知能も高いが、ほとんどの者は怪人態では人語は話さない。アンモナイト怪人のように化石が怪人化した者も存在し、シーラカンス怪人のように現代人を改造した例も存在する。また、43話の描写から逆に動植物に直接人間の生体エネルギーを与えることで怪人にするケースもある模様。ゴルゴメスの実のタウリンを栄養源としているが、ゴルゴメスの実は地上世界でしか育たないため、多数の怪人が目覚めると不足をきたした。そのため、空中に無数の胞子を散布して人間に発芽させ培養、大量採取する作戦が採られたこともある（第11話）。
- 原案デザインは石ノ森章太郎が担当[24]。従来のライダー怪人のように、主に画面に映し出される上半身に各怪人固有のディテールを集中させ、下半身を共通のタイツ地とブーツでフォーマット化したタイツ怪人ではなく、仮面ライダーがグローブやブーツなど衣裳の要素を排したリアリティ重視でデザイン・造形されたことから、怪人たちのコンセプトも自ずと生体的なアプローチにシフトされ、全身にモチーフとなる生物のディテールや特徴をくまなく施している[24]。
- 怪人の声を担当した丸山詠二は、ただ唸り声をあげるだけのものが多く面白みがなかったと述べている[25]。

コウモリ怪人
第1,4,11,12,19,20,29,34,37,43,46 - 49話に登場。他の怪人とは異なる特別な立場で、ゴルゴム神殿付きとなっている。脳波を発して目標をキャッチする能力を有し、主に偵察行動や誘拐任務などのスパイ工作を得意とする。人語を話し、人間界やゴルゴム神殿内の情報に通じている。三神官直属のスパイとして、常に光太郎を監視する。終盤になってからは大怪人ダロムと共に行動する。人間の生き血を好む。第49話でクジラ怪人の粘液とBLACKの回し蹴りで深手を負い、ダロムの死をシャドームーンに伝えた直後に息絶えた。武器は鋭い爪と目からの火炎弾。機動力と高い知性を持ち、飛行能力は空だけでなく大気圏外を飛ぶことができるが、戦闘能力は低い。他にも同族がいる。
- 原案デザインとは異なり、大幅なアレンジが造形段階で加えられた。

クジラ怪人
第46,48 - 50話に登場。頭から噴射する白い粘液が武器で、口から超音波を発する。
海を死滅させようとするゴルゴムの作戦を密かに不満に思っており、組織への背信をしようとしたがその動きを察知され、大怪人バラオムによりBLACKと道連れにされかけるもBLACKに助けられる。バラオムが倒れた後は、光太郎の勧めもあって海に還っていった。シャドームーンとの決戦に敗れ、自らの住む海底に流れ着いたBLACKの遺体を見つけると、聖なる海の洞窟にて一族に伝わる再生治療用の秘薬である命のエキスを使い、BLACKを生き返らせた。その後、BLACKと共にゴルゴム神殿に向かうが、最終決戦を前にしてゴルゴムのトゲウオ怪人に処刑された。
- 全体的に実際のクジラに則ったディテールが加味され、フジツボ状のディテールを下腹部から左脚にかけて追加し、腹部の延長のような白っぽい塗装を右脚に施すことで、シンメトリーなフォルムだが、アシンメトリーな見た目のディテールに仕上げられた。

侍女怪人マーラ、侍女怪人カーラ
シャドームーンが両手から発した光線によって生み出された金銀の衣装を着た双子の侍女怪人（マーラが銀、カーラが金）。三大怪人よりも地位が高いが、人語や意思を発さないうえ、戦闘に加わったことは全くなく、性格や能力は不詳。劇中でのめぼしい行動では、最終決戦でBLACKに追い詰められたシャドームーンを神殿に連れ帰る働きがあった程度である。最終話で神殿の崩壊に巻き込まれ運命をともにする。

ゴルゴム戦闘員
劇場版『仮面ライダーBLACK 恐怖！悪魔峠の怪人館』と第43話に登場したゴルゴムの戦闘員。黒いフルフェイスヘルメットを被っている。
キャラクターショーではこれらとデザインの異なる戦闘員が登場している。

### ゴルゴムメンバー
社会的に高い地位や名声を築いた者のみで構成され、傍ら彼らもゴルゴムに対して技術面や資金面における援助を行っている。様々な理由からゴルゴムの援助を受けている。一部のメンバーは暗黒超力によってある程度の知力や体力が大きく向上している。5万年以上の生命力を持つ怪人に憧れており、自らも怪人になることを望んでいる者もいれば、秋月総一郎のように恐怖のために仕方なく従っているメンバーも少数は存在している。
秋月 総一郎（）
信彦と杏子の実父で、光太郎の養父。48歳。考古学者で、古代遺跡の発掘に必要な資金提供を受けるために、ゴルゴムのメンバーになった。妻の千恵は2年前に他界している。左腕にはゴルゴムメンバーの番号「1986EB」が刻まれている。ゴルゴムのメンバーになることを断った友人の南夫妻がゴルゴムに殺されたことから、内心ではゴルゴムに「悪魔の集団」と嫌悪を抱いていたが、自分と家族の身の安全のために仕方なく従っていた。光太郎と信彦が世紀王にされることも了承していたが、人間の記憶まで消されることには反対し、脳改造の寸前で三神官に抵抗。それにより、光太郎は脱出に成功するが、負傷した信彦は治療に専念することになる。その後、キャンプディアブロ跡地で光太郎にゴルゴムの秘密を明かし、ゴルゴムに従うしかないことを訴えるが、追っ手のクモ怪人に捕まり、鉄塔から落とされて致命傷を負い、光太郎に看取られながら息を引き取る。

大宮 幸一（）
大宮コンツェルンの会長。70歳。太平洋戦争以前からゴルゴムメンバーとして参加しており、三神官の暗黒超力によってその肉体を維持している。黒川という秘書がおり、自身の手足として作戦を遂行させている。サイ怪人と共同で作戦を実行した。金でゴルゴムや他のメンバーの活動を大宮基金を通じて援助している。EP党の支援をした後の動向は描写されていない。

坂田 龍三郎（）
無所属のタカ派の代議士。59歳。世界各国に存在するゴルゴムメンバーと連携を取り、協力して社会を混乱に陥れる役割を担う。オオワシ怪人、セミ怪人、ネズミ怪人（岸本）と共同で社会的弱者を抹消する作戦を実行した。後にEP党なる政党を結成し、その党首に収まっている。部下に杉本綾子という女秘書がいる。第38話以降の動向は不明。

黒松 英臣（）
東都大学医学部教授および同附属病院院長、および聖和大学医学部部長で、精神医学と脳外科の世界的権威。52歳。過去に脳に寄生するウイルスの研究で、ノーベル医学賞を受賞したことがある。右手の取り外しが可能で、右目も機械化されている。三神官の暗黒超力の副作用で体の一部が獣化することもある。ノミ怪人・トカゲ怪人・マンモス怪人と共同で作戦を実行した。
失敗が続いたために一時期大宮基金で渡海、光太郎の追及を逃れた。最後は「当てにならない研究で怪人を死なせた」という理由で三神官に処刑されかかり、剣聖ビルゲニアの顔盗みの秘術を受け死亡。奥多摩山中の変死体として発見される末路を辿った。

月影 ゆかり（）
光太郎がファンだった女優。27歳。バースデーパーティーで光太郎と信彦の運命を暗示しかけ、総一郎に窘められる。その後、口封じのためにヒョウ怪人に殺害される。

大門 洋一（）
機械工学博士。「オートバイの神様」と称されるオートバイ工学の世界的権威。息子に元レーサーの大門明がいる。ゴルゴムから資金提供を受けており、文明破壊用マシンであるロードセクターを製作した。ロードセクターの完成直後にゴルゴムによって抹殺されてしまう。

高山教授（）
東星大学教授。魚類の研究をしており、トンデモ学説に憑りつかれ、シーラカンスを人類以前に存在した高等な知的生命体だと信じていた。自らの研究の成果を証明するために改造を受けてシーラカンス怪人となるも、人間に未練があったのか普段は薬で人間の姿を保っていた。最期はBLACKのライダーキックで倒される。

## キャスト

### レギュラー・準レギュラー
- 南光太郎 / 仮面ライダーBLACK - 倉田てつを
- 秋月信彦 / シャドームーン - 堀内孝人 (1,2,12,17,34,35,37,41,47)
- 秋月杏子 - 井上明美 (1 - 48,50)
- 紀田克美 - 田口あゆみ (1 - 19,22 - 29,31 - 48,50)
- 東堂勝 - セント (2,10)
- 剣聖ビルゲニア - 吉田淳 (18 - 23,25 - 35)
- 大神官ビシュム / 大怪人ビシュム - 好井ひとみ (1 - 45)
- 大神官バラオム / 大怪人バラオム - 高橋利道 (1 - 46)
- 黒松教授 - 黒部進 (2 - 4,10,14,19)
- 大宮幸一 - 北見治一 (2,3,7)
- 坂田龍三郎 - 久富惟晴 (2,6,8,38)

### 声の出演
- 大神官ダロム / 大怪人ダロム  - 飯塚昭三[注釈 16] (1 - 49)
- 創世王 - 渡部猛（50,51）
- シャドームーン - 寺杣昌紀[注釈 17] (35 - 51)
- クジラ怪人 - 依田英助[注釈 17] (46,48 - 50)
- ナレーター - 小林清志（1 - 39）、政宗一成（40 - 51）

### 主なゲスト出演者
※ 参考文献：『宇宙船別冊・仮面ライダーBLACK』（朝日ソノラマ・1988年）、『仮面ライダー大図鑑(6) 』（バンダイ・1992年）、『仮面ライダー 昭和 Vol.10・仮面ライダーBLACK』（講談社・2016年）
- 秋月総一郎 - 菅貫太郎（1,2）
- 南教授 - 土師孝也 （1）
- 南友子 - 遠藤英恵（1）
- 月影ゆかり - 泉じゅん（2）
- 陽一 - 直井健一郎（3）
- 明子 - 寺内よりえ（3）
- 速水徹 - 広瀬匠（4）
- 速水恵子 - 曽根清美（4）
- 新藤浩[注釈 18] - 川岸晋也（4）
- 島崎茜 - 佐藤やよい（5）
- 島崎隆 - 稲山玄（5）
- 高梨村長 - 近藤宏（5）
- 高梨守 - 石関賢太郎（5）
- 高野史郎 - 井田弘樹（6）
- 塩見知子 - 貝ますみ（6）
- 藤村浩 - 上田忠好（6）
- 石田卓也 - 長沢大（6）
- 森田良雄[注釈 18] - 阪本良介（7）
- 森田由紀子[注釈 18] - 佐藤恵美（7）
- 黒川[注釈 18] - 大谷朗（7）
- 広原百合 - 舟田めぐみ（8）
- 英男 - 飯塚亮平（8）
- 杉本綾子 - 長門硝子（8）
- 悦子 - 江馬小百合（9）
- かおる - 小原靖子（9）
- 杉山茂[注釈 18] - 中田譲治（10）
- 立花秘書[注釈 18] - 中村孝雄（10,38）
- 水木[注釈 18] - 伊野口和也（10）
- 坂本友紀 - 岩間沙織（11）
- 大野勇作 - 田村円（11）
- 駐在 - 今西正男（11）
- バードウォッチャー - 栗原敏、益田哲夫（11）
- 大門明 - 伊吹剛（12）
- 大門洋一 - 穂高稔（12）
- 大門輝一 - 飯泉征貴（12）
- 本田太一[注釈 18] - 速水昌治（13）
- 熊倉太助 - 日吉としやす（14）
- 熊倉太郎 - 青戸昭憲（14）
- 笠井教諭 - 藤堂貴也（15）
- 滝竜介[注釈 18] - 京本政樹（16,30） ※友情出演
- 柳博士[注釈 18] - 長谷川明男（16）
- スミス博士[注釈 18] - アイデン・ヤマンラール（16）
- 加藤ゆかり - 中川彩（20）
- 坪田博士[注釈 18] - 山口将之（22）
- 坪田文彦[注釈 18] - 小日向範威（22）
- 茂 - 飯塚洋介（23）
- 帰宅途中の会社員 - 甲斐道夫（23）
- 少年戦士[注釈 18] - 高橋竜次、中田武士、小林竜次、神林紀夫、加藤岳史（24）、佐藤雄二、今井洋平（31）、竹内純、中島義実（47）
- 江上卓也[注釈 18] - 小野進也（25）
- 麻美 - 湯原弘美（26）
- 久男 - 廣間享輔（27）
- 聖和病院医師[6] - 山浦栄（27）
- 小山常吉[注釈 18] - 赤塚真人（28）
- 小山陽子[注釈 18] - 東啓子（28）
- 田所君枝 - 西本浩子（29）
- 春日 - 甲斐道夫（29）
- 三輪 - 真鍋敏[31][32]（29）
- 望月 - 五代哲（29）
- 報道リポーター - 沢田祥二（29）
- ラナ・カウアイ - 田中美奈子（30）
- タロウ・カウアイ - 加地健太郎（30）
- 岡祐次[注釈 18] - 河合要（31）
- 度会少年[注釈 18] - 中島義実（31）
- ユキ - 本名陽子（32）
- 広瀬トオル - 中田貴裕（33）
- トオルの父 - 金尾哲夫（33）
- 中田鉄治（夕張市長・本人役）（37）※特別出演
- 圭子[注釈 18] - 東城美帆（37）
- 圭子の新郎[6][注釈 18] - 高橋利道（37）
- めぐみ[注釈 18] - 吉田真弓（37）
- EP青少年部隊長 - 林健樹（38）
- 直人 - 石関賢太郎（38）
- 大井裕子（モモコクラブ・本人役）（39）
- 高杉三郎 - 石橋雅史（40）
- サトル - 工藤彰吾（40）
- 太一、万作 - ゆーとぴあ（41）
- 福沢守 - 飯塚亮平（41）
- 神野ユウキ - 片岡伸吾（42）
- 神野マコト - 岡村康司 (42)
- 青果店主[6] - 小野寺丈（42）
- 笹山教授 - 若尾義昭（42）
- フランス料理の講師 - ドロテ（45）
- 広田由美子 - 山本恵美子（45）
- 和也[注釈 18] - 松浦隆（48）
- ゴルゴム親衛隊[注釈 18] - 高城富士美、北村隆幸、大林勝 ほか（49）

### スーツアクター
- 仮面ライダーBLACK[出典 1]、シャドームーン（代役）[36]、倉田てつを（吹き替え）[38][37] - 岡元次郎
- 仮面ライダーBLACK（代役）[39]、コウモリ怪人[40][41]、怪人[注釈 19] - 北村隆幸
- バッタ男（1）[出典 2] - 倉田てつを
- シャドームーン[33][34] - 岩田時男
- シャドームーン[36]、クモ怪人[71] - 菊地寿幸
- 大神官ダロム（1 - 35）[8][6]、ノミ怪人[72]、クロネコ怪人[52] - 庄司浩和
- 大怪人ダロム - 山本貴浩
- 大神官バラオム[8] / 大怪人バラオム - 高橋利道
- 侍女怪人マーラ[73] - 坂田佳枝[注釈 20]
- 侍女怪人カーラ[73] - 神田真理[注釈 20]
- クモ怪人[74] - 蜂須賀祐一
- クモ怪人[71]、ハチ怪人[75] - 渡辺実
- クワゴ怪人[74]、ヤギ怪人[74] - 阪上富男
- サボテン怪人[76] - 石垣広文
- その他[71] - 出村達彦、山田一善

## スタッフ
第1話の監督の小林義明は当初は別の作品の準備に入る予定だったが、プロデューサーの吉川の依頼で同話のみ担当することとなった。
- プロデューサー - 吉川進・堀長文（東映）、井口亮・山田尚良（毎日放送）
- 原作 - 石ノ森章太郎
- 連載 - 週刊少年サンデー、小学館学習雑誌、コロコロコミック、てれびくん、テレビランド
- 脚本 - 上原正三、宮下隼一、内藤誠、山田隆司、鷺山京子、杉村升、山崎久、荒木憲一、山口竜、荒川稔久
- 音楽 - 川村栄二
- アクション監督 - 金田治、村上潤[注釈 21]（ジャパン・アクション・クラブ）
- 監督 - 小林義明、辻理、北本弘、蔦林淳望、小西通雄、小笠原猛、蓑輪雅夫
- 撮影 - 松村文雄、工藤矩雄、岡部正治
- 照明 - 中川勇雄、神長倉孝明、嶋田宜代士、仲澤廣幸、清水達巳、渡辺康
- 美術 - 井上明、秋森直美、野本幸男、大橋豊一、稲野実
- 造型 - 前澤範
- 録音 - 太田克己
- 編集 - 菅野順吉
- 選曲 - 茶畑三男
- 効果 - 大泉音映
- 製作担当 - 寺崎英世
- 進行主任 - 竹内洪太、八鍬敏正、桐山勝、梶川雅也、千葉耕蔵
- 監督補 - 蔦林淳望[注釈 22]
- 助監督 - 吉野晴亮、蓑輪雅夫、岩原直樹、息邦夫、松本祐幸、松井昇、鎌田浩、関良平、安養寺工、石田秀範、田﨑竜太、竹内英孝
- 計測 - 岡部正治、斉藤健、西野高司、石山信夫、山本英夫、田中正博
- 記録 - 内藤美子、栗原節子、富田幸子、石川和枝、天池芳美、安藤豊子、高津省子、斉藤りさ、斉藤能子、甲斐哲子
- 製作デスク - 岩永恭一郎
- 装置 - 東映美術センター
- 操演 - 国米修市、神尾悦郎
- 美粧 - サン・メイク
- 衣裳 - 東京衣裳
- 装飾 - 大晃商会
- 撮影協力 - 伊豆修善寺サイクルスポーツセンター（第4話）、株式会社日立製作所（第6話）、JRA東京競馬場（第7話）、後楽園アイスパレス（第19話）、S.K.Y.山田医療照明（第27話）、OKI沖電気工業株式会社（第31話）、川口市立グリーンセンター（第32話）、夕張市（第37話）、ゆうばり石炭の歴史村（第37話）、ANA全日空（第37話）、札幌不二ホテル（第37話）、伊豆シャボテン公園（第43話）、
- CGビデオ協力 - （株）コンピューター・グラフィック・ラボ（第12話）
- 衣裳協力 - セ・ラ・ヴィ（第39話）
- バイオリン指導 - 城戸喜代（第8話のみ）
- ダンス指導 - 西原千雪（第9、48話）
- 資料担当 - 小佐野聡（石森プロ）
- キャラクター製作 - レインボー造型企画
- イラスト - 野口竜
- プロデューサー補 - 髙寺成紀
- 合成 - チャンネル16
- 現像 - 東映化学
- オートバイ協力 - スズキ自動車
- ビデオ合成 - 東通ecgシステム（峰沢和夫、近藤弘志、前岡良徹、鈴木康夫）
- (株)特撮研究所
  - 操演 - 鈴木昶、尾上克郎
  - 撮影 - 高橋政千
  - 照明 - 加藤純弘
  - 美術 - 佛田洋
- 特撮監督 - 矢島信男
- 製作 - 東映、毎日放送

- 構成 - 蔦林淳望（これが仮面ライダーBLACKだ！）、折田至（1号〜RX大集合）
- 演出助手 - 畠山典久（これが仮面ライダーBLACKだ！）
- VTR - 東映化学赤坂ビデオセンター（1号〜RX大集合）
- 仕上担当 - 穴井俊雄（1号〜RX大集合）
- 制作協力 - 映広音響（これが仮面ライダーBLACKだ！）

## 音楽
BGMはのちに『仮面ライダーJ』、『五星戦隊ダイレンジャー』や『忍者戦隊カクレンジャー』を手掛けることになる川村栄二が作・編曲し、主題歌は歌謡曲界でヒットメーカーとして実績を挙げていた宇崎竜童・阿木燿子夫妻が作詩・作曲を手がけている。川村は、仮面ライダーBLACKのデザインを見てクールで都会的だと感じ、シンセサイザーを無機質に用いたと述べている。
挿入歌の作曲では渡辺宙明、同編曲では石田勝範がやはりシリーズ初参加となった。主題歌「仮面ライダーBLACK」と挿入歌「オレの青春」は主演を務めた倉田てつをが歌唱を担当した。
本作品のサウンドトラック・アルバム『仮面ライダーBLACK 音楽集』はLPレコードとカセットテープとCDの3種類が発売されたが、両者のキャパシティの差から、一部の曲はCDのみの収録となっている。また、収録された音源は、番組の本編ダビング用とは別にレコード・CD用にミックスされたものである。

### 主題歌

#### オープニングテーマ
「仮面ライダーBLACK」
- 作詩 - 阿木燿子 / 作曲 - 宇崎竜童 / 編曲 - 川村栄二 / 歌 - 倉田てつを

初代『仮面ライダー』同様、主演俳優による主題歌歌唱は4例目となる。
フルサイズ音源には複数のバリエーションが存在し、それぞれイントロや倉田のボーカルやエコー処理、サビの「BLACK!」というシャウト部分のコーラスなどが異なっている。2015年発売の『仮面ライダーBLACK SONG & BGM COLLECTION』には3種類のフルサイズ音源が収録されており、それぞれ
1. 「仮面ライダーBLACK」（1988年発売の企画盤『仮面ライダーBLACK 歌とアクション』に収録されたバージョン）
2. 「仮面ライダーBLACK シングルバージョン」（シングル盤に収録されたバージョン）
3. 「仮面ライダーBLACK アルバムバージョン」（『仮面ライダーBLACK ヒット曲集』などのアルバム盤に収録されたバージョン）

と区別されている。
同様にTVサイズも2種類作られているが、実際に使われたのは1種類のみ。『SONG & BGM COLLECTION』では、本編使用バージョンを「TVサイズ」、本編未使用バージョンを「シングルバージョン TVサイズ」と区別し収録している。
なお、藤井健によるカバー版が存在する。
オープニング映像では第13話よりロードセクターのシーンが追加された。
- プロデューサーの吉川は、阿木に「シンプルで子供たちが口ずさめるように、英語交じりの歌詞は控えて欲しい」と依頼したという。

#### エンディングテーマ
「Long Long Ago, 20th Century」
- 作詩 - 阿木燿子 / 作曲 - 宇崎竜童 / 編曲 - 川村栄二 / 歌 - 坂井紀雄

ライダーシリーズの主題歌としては初の「仮面ライダー」関係の詞が一切入らないJ－POP風の曲となった。
第14,35,47,48,50,51話では挿入歌として使用された。
なお曲タイトルはオープニング映像におけるクレジットのほか、シングルレコードのジャケットの表1・表4のみ「LONG LONG AGO, 20TH CENTURY」と大文字表記されており、その歌詞カードやレコード盤面ラベルの表記、ならびにこれ以後のシングルCD（ジャケット・盤面表記とも）やアルバムへの収録においては、基本的に大文字表記されていない。
- エンディング映像における陽炎はパイロット監督の小林が担当していた『Gメン'75』のオープニングのノウハウが活かされているといい、仮面ライダーの悲哀と悲しみの部分を表現した歩き方をしたという。スーツアクターの岡元は「戦いが終わったあと」の歩きをイメージしており、身体の軸をぶらさず、自然体で歩くようにイメージしているという。

### 挿入歌
「仮面ライダーBLACK 〜星のララバイ〜」（12・19・48・51）
作詞 - 阿木燿子 / 作曲 - 宇崎竜童 / 編曲 - 石田勝範 / 歌 - 五十嵐寿也

「ブラックホール・メッセージ」（12 - 16・18 - 21・23・27・28・31 - 33・40・44 - 46・48・49・51・劇場版1・2）
作詞 - 阿木燿子 / 作曲 - 宇崎竜童 / 編曲 - 石田勝範 / 歌 - 五十嵐寿也

「変身！ライダーブラック」（21 - 23・37）
作詞 - 石ノ森章太郎 / 作曲 - 渡辺宙明 / 編曲 - 石田勝範 / 歌 - 五十嵐寿也

「BLACK ACTION」（21・22・25・27 - 29・36・38・41・42・44・46 - 49・劇場版1・2）
作詞 - 石ノ森章太郎 / 作曲 - 渡辺宙明 / 編曲 - 石田勝範 / 歌 - 五十嵐寿也

「レッツファイト・ライダー」（48・50）
作詞 - 八手三郎 / 作曲 - 渡辺宙明 / 編曲 - 石田勝範 / 歌 - 五十嵐寿也

「激走！二大マシン」（50）
作詞 - 八手三郎 / 作曲 - 渡辺宙明 / 編曲 - 石田勝範 / 歌 - 五十嵐寿也

「ゴールへ向かって走れ」（51・劇場版1）
作詞 - 石ノ森章太郎 / 作曲 - 渡辺宙明 / 編曲 - 石田勝範 / 歌 - 五十嵐寿也

「オレの青春」（51・劇場版1）
作詞 - 石ノ森章太郎 / 作曲 - 渡辺宙明 / 編曲 - 石田勝範 / 歌 - 倉田てつを

「MAゴコロあ・げ・る」（39）
作詞 - 山田隆司 / 作曲 - 小野寺丈 / 編曲・演奏 - 21-TWENTY ONE- / 歌 - 大井裕子
劇中でのタイトルは「MOG-ROG ―MAゴコロあ・げ・る―」。
このほかに、第14話では「ABC」、第15話では「ガラスの十代」、第28話では「パラダイス銀河」が使用された。

## 制作

### 企画の経緯
仮面ライダーシリーズの原作者である石ノ森章太郎と東映プロデューサーの平山亨は、『10号誕生!仮面ライダー全員集合!!』終了から2年経った1986年3月に新たな仮面ライダーシリーズを立ち上げるべく『キミは仮面ライダーをみたか?!』という企画書を制作した。この企画は「原点回帰」をコンセプトに仮面ライダー1号の世界観を最新技術でリフレッシュするというもので、石ノ森の描きおろしイラストがふんだんに用いられるなど力の入れられたものであったが、当時はリアルロボットアニメが勢いづいている時期であり、関係各方面からは好意的な反応は受けられず実現に至らなかった。その後、この企画は平山からメタルヒーローシリーズを手がけていたプロデューサーの吉川進の手に渡り、本作品の原案となった。
平山亨から交替したプロデューサーの吉川進の指揮下で旧作から世界観と設定の一新が行われ、過酷な運命を背負った主人公の苦悩と希望を中心に据えた物語づくりを目指して制作された。石ノ森は、原点に立ち返るつもりで「仮面ライダー0号」をイメージしたと語っている。スタッフの多くは宇宙刑事シリーズから共通している。ただし、脚本の鷺山京子、監督の小西通雄や撮影の松村文雄など、一部は過去のライダーシリーズに参加経験のあるスタッフも起用されていた。
本作品は小学館が出版権、すなわち雑誌連載などをほぼ独占的に行う権利を確保している。そのため、これまでのシリーズのグラフ記事では他社の追従を許さない立場にあった、『テレビマガジン』を始めとする講談社の児童グラフ誌には、本作品の情報や漫画は掲載されていない。当時講談社写真部のカメラマンであった大島康嗣も、本作品の撮影現場には一度も行っておらず、後年「本編で撮れなかったことが悔やまれてなりません」と語っている。
吉川によれば、スタッフらは仮面ライダーの特徴として「主人公は悪の組織から脱出してきた」「改造人間」「バイクに乗る」「バッタがモチーフ」「正義のヒーロー」という5要素を取り上げた上で、これらを当時最新の技術でリメイクするのか、あるいはすべてを否定するのかを検討したという。結果として、本作品ではリメイク案が採用された。

### 特徴
デザイン面においては、これまでのシリーズでは仮面ライダーのデザインは、石ノ森と東映側の意向が大きく反映されることが常だったものが、バンダイのディレクションが強く作用していることが特筆される。デザインのフィニッシュはバンダイ傘下のプレックスが手がけた。それまでのマフラーとスーツに、グローブとブーツといった「人が着ている」印象を排除し、生物的・外骨格的とも評されるソリッドな意匠は、裏を返せば玩具化を前提としたデザインということでもあるが、これまでの仮面ライダーとは異なるシャープなイメージを打ち出すだけでなく、後のライダーのデザインにも影響を与えている。
石ノ森によるラフデザインでは「バッタ男がスーツを着ている」というコンセプトのものもあり、この案は『真・仮面ライダー 序章』でも検討されている。
本放送当時に発行された特集ムック（宇宙船の別冊）のスタッフへのインタビューによると、従来までの東映ヒーロー特撮作品ではヒーローのスーツを見栄えが良いFRP製のアップ用と、動きやすい軟質ウレタン製のアクション用の2種類用意することが常だったものが、本作品では皺が寄り難い最新の軟質素材を採用したことで、アクション用がアップ用を兼ねられるようになったとある。この軟質素材製スーツが、ソリッド（外骨格的）ながらも生物的（柔らかい）というBLACKのビジュアルイメージと柔軟かつ頑強という設定上の特徴が一致することとなった。なお、NGデザインとして同じ形状ではあるが色がメタリックブルーのスーツが製作されている。また当初は間接部がメカニック的であったが、石ノ森の監修でNGとなり、筋肉と血管状の意匠に変更された。
テレビと視聴者である児童が一体となれるようにとの意向により、当時バンダイから発売されていた「テレビパワーシリーズ」（変身ベルトやBLACKのフィギュアなど）には、『キャプテンパワー』のグッズで導入された「テレビパワー」機能が搭載されていた。劇中の変身シーンや必殺技を繰り出すシーンなどでは、映像から白の閃光が連続的に発せられることにより画面が黒と白に明滅する効果（いわゆるパカパカと呼ばれる技法）が画面に合成されており、グッズに内蔵された光センサーが点滅信号を受信して発光回転が作動するというギミックである。ただし、当初期待していた業績には届かなかったため、挽回策としてパッケージの変更や、テレビパワーのギミックを省いた『バッテリーパワー変身ベルト』の発売、電気店店頭でサラリーマンがベルトを着用して変身ポーズを取るテレビCMなどが導入された。

### スタッフ・キャスト
当初の脚本はメタルヒーローシリーズを降板してブランクを置いていた上原正三が担当した。しかし、周囲からの意見がこれまでの作品に比べてあまりに多かったこともあって、上原はシリーズの序盤にて番組を降りた。その後は宮下隼一、杉村升などの面々が脚本陣の中心的役割を担った。またベテランの長坂秀佳が偶然テレビで『BLACK』を見てその黒の佇まいにほれ込み旧知の東映・齋藤頼照プロデューサーを通して吉川に作品の参加を志願したものの、吉川は「ギャラが高すぎるから無理」と長坂に断りを入れたというエピソードもある。後に『仮面ライダークウガ』や「スーパー戦隊シリーズ」などを手掛ける荒川稔久は、本作品で初めて東映特撮作品に参加した。当時の荒川はデビューしたてで仕事がなく、本作品にも参加していた脚本家の一人である山田隆司から紹介されたという。
パイロット監督は仮面ライダーシリーズ初参加となる小林義明が担当。小林は第1話のみの参加となったが、倉田てつをによると第1話は撮影だけで丸1ヶ月掛かったという。また、序盤で夜の街を疾走するシーンだけで10日間を費やしていたといわれる。その他は小西通雄、小笠原猛、蓑輪雅夫といった面々が演出陣のローテーションを組み、小西と小笠原は劇場版のメガホンもそれぞれ担当している。
主役・南光太郎役のキャストについては、公開オーディションにより決定された。秋月信彦役の堀内孝人は準入賞であった。このオーディションの告知ポスターには、バイクの反転写真と初代ライダーの横顔、そして「英雄（ヒーロー）は、誰だ!?」というキャッチコピーがあしらわれていた。また、オーディションの模様は「これが仮面ライダーBLACKだ！」で放送された。
殺陣の担当がそれまでの大野剣友会からJACへと変わり、BLACKの主なスーツアクターは当時若手の岡元次郎が担当した。従来のバトルシーンとは大きく変えたいという吉川の意向により、従来の空手や柔道技とトランポリンを組み合わせた「技のデパート」的なアクションや、見せ場の一つだった「戦闘員との立ち回り」も本作品では廃されている。『兄弟拳バイクロッサー』までスーツアクターを務めていた村上潤は、本作品でアクション監督としてデビューした。
音楽も、初代から一貫してシリーズの劇伴を手がけていた菊池俊輔に代わり、川村栄二が担当することになった。声優はこれまでのシリーズの大半に関わっていたテアトル・エコーに代わり、俳協の所属声優が主に起用されていた。ただし、オープニングクレジットへの表記はダロム、創世王、ナレーションの声優のみとなっており、当時のスーパー戦隊やメタルヒーローと同様に主要レギュラーのみをクレジットする形となっていた。
吉川は、次番組の『RX』も含め、本作品のシリーズを3年間続けたかったというが、後年の『真』や『仮面ライダーZO』、『仮面ライダーJ』で後世にはない新たな仮面ライダー像を輩出し、それなりの存在感を持たせるようになったという。

## 放送日程
| 放送日         | 放送回 | サブタイトル     | 登場怪人                                                                      | 脚本            | 監督     |
| -------------- | ------ | ---------------- | ----------------------------------------------------------------------------- | --------------- | -------- |
| 1987年10月04日 | 1      | BLACK!! 変身     | - コウモリ怪人 - クモ怪人                                                     | 上原正三        | 小林義明 |
| 10月11日       | 2      | 怪人パーティー   | - ヒョウ怪人                                                                  | 上原正三        | 辻理     |
| 10月18日       | 3      | 怪？怪・改造人間 | - クワゴ怪人 - コウモリ怪人                                                   | 上原正三        | 辻理     |
| 10月25日       | 4      | 悪魔の実験室     | - コウモリ怪人 - ノミ怪人                                                     | 上原正三        | 北本弘   |
| 11月01日       | 5      | 迷路を走る光太郎 | - ヤギ怪人                                                                    | 宮下隼一        | 北本弘   |
| 11月8日        | 6      | 秘密透視のなぞ   | - オオワシ怪人（声 - 丸山詠二）                                               | 内藤誠          | 辻理     |
| 11月15日       | 7      | 復元する生体メカ | - サイ怪人（声 - 西尾徳）                                                     | 山田隆司        | 辻理     |
| 11月22日       | 8      | 悪魔のトリル     | - セミ怪人（声 - 丸山詠二）                                                   | 鷺山京子        | 蔦林淳望 |
| 11月29日       | 9      | ビシュムの紅い唇 | - ハチ怪人                                                                    | 宮下隼一        | 蔦林淳望 |
| 12月06日       | 10     | 信彦はどこに？   | - トカゲ怪人                                                                  | 内藤誠          | 北本弘   |
| 12月13日       | 11     | 飢えた怪人たち   | - サボテン怪人 - カミキリ怪人 - カニ怪人 - イラガ怪人 - トゲウオ怪人          | 山田隆司        | 北本弘   |
| 12月20日       | 12     | 超マシン伝説誕生 | - カミキリ怪人 - コウモリ怪人                                                 | 上原正三        | 小西通雄 |
| 12月27日       | 13     | ママは怪人養育係 | - カニ怪人                                                                    | 杉村升          | 小西通雄 |
| 1988年1月10日  | 14     | マグロが消えた日 | - マンモス怪人（声 - 西尾徳）                                                 | 山崎久          | 小笠原猛 |
| 1月17日        | 15     | 狙われた怪奇学園 | - イワガメ怪人（声 - 丸山詠二）                                               | 宮下隼一        | 小笠原猛 |
| 1月24日        | 16     | 友よ！海を越えて | - ハサミムシ怪人（声 - 丸山詠二）                                             | 鷺山京子        | 蔦林淳望 |
| 1月31日        | 17     | 杏子の不思議な夢 | - バク怪人                                                                    | 鷺山京子        | 蔦林淳望 |
| 2月07日        | 18     | 剣聖ビルゲニア!! | - クロネコ怪人                                                                | 山田隆司        | 小西通雄 |
| 2月14日        | 19     | 息づまる地獄の罠 | - オニザル怪人（声 - 丸山詠二）                                               | 山田隆司        | 小西通雄 |
| 2月21日        | 20     | ライダーの墓場   | - アネモネ怪人（人間態（花輪園子） - 呉恵美子、声 - 太地琴恵）                | 杉村升 荒木憲一 | 小笠原猛 |
| 2月28日        | 21     | 激突！二大マシン | - タマムシ怪人（声 - 新井一典）                                               | 杉村升 荒木憲一 | 小笠原猛 |
| 3月06日        | 22     | パパを襲う黒い影 | - ツルギバチ怪人                                                              | 宮下隼一        | 蔦林淳望 |
| 3月13日        | 23     | マルモの魔法の力 | - アンモナイト怪人（声 - 西尾徳）                                             | 鷺山京子        | 蔦林淳望 |
| 3月20日        | 24     | 女子大生の悪夢   | - シーラカンス怪人（人間態（高山教授） - 井上高志、声 - 岸野一彦） - 少年戦士 | 山口竜          | 小笠原猛 |
| 3月27日        | 25     | 爆走する武装メカ | - カマキリ怪人 （声 - 桑原たけし） - テストロイド                             | 山崎久          | 小笠原猛 |
| 4月03日        | 26     | 超能力少女を救え | - バッファロー怪人（人間態（謎の男） - 卯木浩二、声 - 丸山詠二）              | 杉村升          | 蔦林淳望 |
| 4月17日        | 27     | 火を噴く危険道路 | - イラガ怪人（声 - 滝雅也）                                                   | 鷺山京子        | 蔦林淳望 |
| 4月24日        | 28     | 地獄へ誘う黄金虫 | - コガネムシ怪人（声 - 西尾徳）                                               | 荒川稔久        | 小笠原猛 |
| 5月01日        | 29     | 獲物はデスマスク | - アルマジロ怪人（声 - 丸山詠二）                                             | 宮下隼一        | 小笠原猛 |
| 5月08日        | 30     | 暗殺者にアロハ！ | - イカ怪人（声 - 大山豊）                                                     | 鷺山京子        | 小西通雄 |
| 5月15日        | 31     | 燃えよ！少年戦士 | - ヤマアラシ怪人（声 - 新井一典） - 少年戦士                                  | 宮下隼一        | 小西通雄 |
| 5月22日        | 32     | 夢少女・ユキ     | - キノコ怪人（声 - 西尾徳）                                                   | 山口竜          | 蓑輪雅夫 |
| 5月29日        | 33     | 父と子の愛の河   | - ベニザケ怪人                                                                | 宮下隼一        | 蓑輪雅夫 |
| 6月05日        | 34     | 復活?! 地獄王子  |                                                                               | 杉村升          | 小西通雄 |
| 6月12日        | 35     | 対決！二人の王子 |                                                                               | 杉村升          | 小西通雄 |
| 6月19日        | 36     | 愛と死の宣戦布告 | - ケラ怪人 - ネズミ怪人 - ムカデ怪人 - クワガタ怪人 - トゲウオ怪人            | 杉村升          | 蔦林淳望 |
| 6月26日        | 37     | 想い出は夕張の空 | - ケラ怪人 - コウモリ怪人                                                     | 宮下隼一        | 蔦林淳望 |
| 7月03日        | 38     | 謎!? EP党少年隊  | - ネズミ怪人（人間態（岸本） - 岡田祐一、声 - 新井一典） - ネズミ人間         | 杉村升          | 蓑輪雅夫 |
| 7月10日        | 39     | アイドルの毒牙   | - ムカデ怪人（人間態 - 大井裕子、声 - 丸山詠二）                              | 山田隆司        | 蓑輪雅夫 |
| 7月17日        | 40     | カラテ名人の秘密 | - サンショウウオ怪人                                                          | 鷺山京子        | 小西通雄 |
| 7月24日        | 41     | あぶない時間泥棒 | - コブラ怪人（人間態（戦国時代の侍） - 益田哲夫、声 - 桑原たけし）            | 宮下隼一        | 小西通雄 |
| 7月31日        | 42     | 東京-怪人大集合  | - ハエ怪人（声 - 西尾徳） - 亡霊怪人                                          | 山田隆司        | 小笠原猛 |
| 8月7日         | 43     | 怪人牧場の決闘！ | - クワガタ怪人（人間態（管理人） - うえだ峻、声 - 丸山詠二） - コウモリ怪人   | 荒木憲一        | 小笠原猛 |
| 8月14日        | 44     | タンスの中は海！ |                                                                               | 鷺山京子        | 蓑輪雅夫 |
| 8月21日        | 45     | 妖花ビシュムの死 | 宮下隼一                                                                      |                 | 蓑輪雅夫 |
| 8月28日        | 46     | 壮絶バラオムの死 | - クジラ怪人 - コウモリ怪人                                                   | 杉村升          | 小西通雄 |
| 9月4日         | 47     | ライダー死す！   | - コウモリ怪人 - 少年戦士                                                     | 杉村升          | 小西通雄 |
| 9月11日        | 48     | 海に追憶の花束を | - クジラ怪人 - コウモリ怪人                                                   | 宮下隼一        | 小笠原猛 |
| 9月18日        | 49     | 激闘！ダロムの死 | - クジラ怪人 - コウモリ怪人                                                   | 宮下隼一        | 小笠原猛 |
| 10月2日        | 50     | 創世王の正体は？ | - トゲウオ怪人（声 - 丸山詠二） - クジラ怪人 - 脱走怪人 - 創世王              | 杉村升          | 蓑輪雅夫 |
| 10月9日        | 51     | ゴルゴム最期の日 | - トゲウオ怪人 - 創世王                                                       | 杉村升          | 蓑輪雅夫 |

## 放映ネット局
- 近畿広域圏：毎日放送 ※制作局
- 関東広域圏：東京放送（現・TBSテレビ）
- 北海道：北海道放送
- 青森県：青森テレビ
- 岩手県：岩手放送（現・IBC岩手放送）[注釈 37]
- 宮城県：東北放送
- 秋田県：秋田放送[注釈 38]
- 山形県：山形放送
- 福島県：テレビユー福島
- 山梨県：テレビ山梨
- 長野県：信越放送
- 新潟県：新潟放送[注釈 39]
- 静岡県：静岡放送[注釈 40]
- 中京広域圏：中部日本放送（現・CBCテレビ）[注釈 39]
- 富山県：北日本放送[注釈 41]
- 石川県：北陸放送
- 福井県：福井テレビ[注釈 42]
- 鳥取県・島根県：山陰放送
- 岡山県・香川県：山陽放送
- 広島県：中国放送
- 山口県：テレビ山口
- 徳島県：四国放送[注釈 43]
- 愛媛県：南海放送
- 高知県：テレビ高知[注釈 44]
- 福岡県：RKB毎日放送
- 長崎県：長崎放送
- 熊本県：熊本放送
- 大分県：大分放送[注釈 39]
- 宮崎県：宮崎放送
- 鹿児島県：南日本放送
- 沖縄県：琉球放送

## 映画
『仮面ライダーBLACK』（1988年3月12日公開）
監督 - 小西通雄 / 脚本 - 上原正三 / 登場怪人 - カメレオン怪人（人間態（バス添乗員） - 益田哲夫、声 - 大宮悌二、スーツアクター - 北村隆幸）
東映まんがまつりの一編として公開。上映時間は25分。劇場版第2作と区別するため、副題を冠した『仮面ライダーBLACK 鬼ヶ島へ急行せよ』の名が用いられる場合もある。
同作品のオープニングクレジットでは「仮面ライダーBLACK」ではなく「仮面ライダー」とキャスト紹介されている。劇中では光太郎を船で鬼ヶ島まで送り届ける釣り人役で石ノ森章太郎も登場している。

『仮面ライダーBLACK 恐怖！悪魔峠の怪人館』（1988年7月9日公開）
監督 - 小笠原猛 / 脚本 - 鷺山京子 / 登場怪人 - ツノザメ怪人（声 - 西尾徳）、亡霊怪人軍団
東映まんがまつりの一編として公開。上映時間は25分。北海道夕張市とのタイアップにより同市を物語の舞台とし、同じく夕張を舞台としたテレビシリーズ第37話と並行して制作された。作中には石炭の歴史村やロボット大科学館、ゆうばりめろん城といった市内の名所の他、ロボット大科学館の目玉であった巨大ロボット「U-BAROT」も、ゴルゴムがある科学者を脅迫して作らせたものという設定のもと登場している。またゲストとして、当時の夕張市長である中田鉄治も特別出演している。テレビシリーズに先駆けて、BLACKとシャドームーンの直接対決を披露している。
上記2作品は、VHSでは各単巻（2000年10月21日 - 11月21日発売）、DVDでは「仮面ライダーTHE MOVIE BOX」（2003年12月5日発売）および単巻の「仮面ライダーTHE MOVIE VOl.4」（2006年3月21日発売）、「仮面ライダーDVDコレクションVol.85」（2022年8月30日発売）、BDは「仮面ライダーTHE MOVIE BD BOX」（2011年5月21日発売）、「仮面ライダーTHE MOVIE1971-1988 4KリマスターBOX」（2021年11月10日発売）に収録されている。

『仮面ライダーワールド』
シャドームーンとサイ怪人が登場。
『劇場版 仮面ライダーディケイド オールライダー対大ショッカー』（2009年8月8日公開）
『仮面ライダーディケイド』の映画作品。南光太郎 / 仮面ライダーBLACKとシャドームーンと大神官ビシュム（演 - 荒井萌）が登場。
『オーズ・電王・オールライダー レッツゴー仮面ライダー』（2011年4月1日公開）
『仮面ライダーオーズ/OOO』と『仮面ライダー電王』の映画作品。シャドームーンと仮面ライダーBLACKが登場。
スーパーヒーロー大戦シリーズ
いずれも仮面ライダーシリーズとスーパー戦隊シリーズのクロスオーバー作品。
『仮面ライダー×スーパー戦隊 スーパーヒーロー大戦』（2012年4月21日公開）
シャドームーンと仮面ライダーBLACKが登場。
『仮面ライダー×スーパー戦隊×宇宙刑事 スーパーヒーロー大戦Z』（2013年4月27日公開）
先の2シリーズと宇宙刑事シリーズの映画作品。シャドームーンが登場。
『平成ライダー対昭和ライダー 仮面ライダー大戦 feat.スーパー戦隊』（2014年3月29日公開）
仮面ライダーBLACKと大神官バラオムと剣聖ビルゲニアが登場。
『スーパーヒーロー大戦GP 仮面ライダー3号』（2015年3月21日公開）
南光太郎 / 仮面ライダーBLACKが登場。
『セイバー+ゼンカイジャー スーパーヒーロー戦記』（2021年7月22日公開）
仮面ライダー50周年×スーパー戦隊45作品記念作品。仮面ライダーBLACKが登場。

## 他媒体展開

### 他テレビシリーズ
『仮面ライダーBLACK RX』
本作品の続編。南光太郎とシャドームーンが登場。
『仮面ライダーディケイド』
南光太郎 / 仮面ライダーBLACKとサイ怪人が登場。

### テレビスペシャル
本作品の放送開始および終了に合わせて放送された、30分枠の特別番組。このうち東映特撮ファンクラブでは『仮面ライダー1号〜RX大集合』のみが、CS東映チャンネルやDVDではどちらもテレビシリーズと同等の扱いで収録・配信・放送されている。
『これが仮面ライダーBLACKだ！』
本作品の放送開始前週に当たる、1987年9月27日の10時30分から11時(JST)に放送された事前特別番組。小野寺丈と榎田路子をリポーターに、石ノ森や劇中キャラクターへのインタビュー、BLACKの能力解説や変身プロセス、「新・仮面ライダー（仮題）オーディション」最終審査会の模様、主題歌のレコーディング風景などで構成されており、第1・2話を補完するかのような内容もある。ナレーターは小林清志。構成・演出とも蔦林淳望。現在発売されているDVD版の『仮面ライダーBLACK vol.1』や「仮面ライダーDVDコレクションVol.75」およびBD-BOX1にも収録されている。
『仮面ライダー1号〜RX大集合』
最終回の翌週、1988年10月16日の10時から10時30分(JST)に放送。本作品の完結を記念した番組であると共に、次回作『仮面ライダーBLACK RX』の事前特別番組としても位置づけられる（タイトルロゴは本作品のものを使用）。1号ライダーからBLACKまでの歴代ライダーの名場面集と、新ヒーロー・RXの紹介映像で構成されている。全体構成は折田至が担当。現在発売されているDVD版の『仮面ライダーBLACK Vol.5（最終巻）』、それに『仮面ライダーBLACK RX』BD-BOX1にも収録されている。
テレビ高知などスポンサーネット対象外の時差ネット地域でも、本作品に続けて『RX』を放送する場合は、同番組も併せて放送された。

### 映像ソフト化
特記のない限り、いずれも発売元は東映ビデオ。
ビデオ（VHS、セル・レンタル共通）
テレビシリーズ
1992年8月から1993年8月にかけて、全13巻（各巻4話、13巻のみ3話収録）が発売された。
『東映テレビヒーロー図鑑 Vol.1 仮面ライダーBLACK』
1993年4月に、ビデオ・LDとして同時リリース。本編時間は60分。新規撮影部分を含む、テレビシリーズの総集編で、政宗一成と倉田てつをがナレーションを担当。仮面ライダーBLACK Blu-ray BOX Vol.3にも特典映像として収録されている。
『アクショントレーニングビデオ ビデオヒーロー・仮面ライダーBLACK』
1988年にバンダイよりリリース。同社が発売していた玩具「テレビパワーシリーズ」販促の一環として発売されたもので、内容は第13話までの戦闘場面の総集編に、BLACKが視聴者に肉体の鍛錬と変身ベルトの常用を執拗に推奨するという新撮映像を加えたものとなっている。
LD
1997年11月21日から1998年11月21日にかけて、全7巻が発売された。
DVD
2004年12月10日から2005年4月21日にかけて、全5巻（レンタル版は単巻で全9巻）をリリース。各巻2枚組（Vol.5のみ1枚）・12話（Vol.1は11話、Vol.5は6話）収録。
DVD収録分と本放送分では、一部の次回予告に違いがある。本放送と同様に、第22話、23話、38話、39話の予告後には、劇場版の予告、劇場招待券プレゼント告知が収録された。第49話 - 第52話の予告後は、次作『仮面ライダーBLACK RX』の予告が収録されているが、この『RX』の新番組予告は、いずれも当初の放送開始予定日であった10月16日バージョンでの収録となっている。
上記の他、2008年7月21日発売の「石ノ森章太郎 生誕70周年 DVD-BOX」に第1話が収録されている他、DeAGOSTINIより刊行されている『仮面ライダーDVDコレクション』でも、2022年4月12日刊行分（Vol.75）から8月30日刊行分（Vol.85）にかけて、本作品のテレビシリーズ各話が順次収録された（各号5話収録）。
Blu-ray Disc
2014年12月5日から2015年4月8日にかけて、Blu-ray BOXとして全3巻（各巻3枚組・17話収録）が発売された。映像特典として、全巻共通で新規収録の座談会を、BOX1に前述のテレビスペシャル『これが仮面ライダーBLACKだ！』を、BOX3に『東映テレビヒーロー図鑑 Vol.1 仮面ライダーBLACK』をそれぞれ収録。全巻の封入特典としてブックレット（16P）を封入。BOX1のみ初回限定特典として全巻収納BOXを同梱。また第22話、23話の本放送版予告はBOX2に、第38話、39話の本放送版予告、『仮面ライダーBLACK RX』の予告はBOX3に、それぞれ映像特典として収録されている。

### ゲーム
発売元はバンダイナムコゲームス→バンダイナムコエンターテインメント（旧バンダイレーベル、旧バンプレストレーベル）による。
仮面ライダーBLACK 対決シャドームーン
1988年4月15日発売。対応機種はファミリーコンピュータ ディスクシステム。プレイヤーはBLACKを操作してゴルゴムの怪人を倒していくこととなる。ステージによってはバトルホッパーに乗ることもある。発売した時点でシャドームーンが復活していなかったのでシャドームーンは仮の姿として登場した。
登場怪人は初期に登場したものが多い。攻略本も発売された。
仮面ライダー 正義の系譜
2003年11月27日発売。PlayStation 2用ソフト。
主役ライダーの1人としてBLACK＝南光太郎が登場。声も倉田てつをが演じている。
仮面ライダー クライマックスヒーローズ シリーズ
2011年12月1日発売の『フォーゼ』、2012年11月29日発売の『超』に登場。対応機種はWiiおよびPlayStation Portable。
他の昭和シリーズと共に参加。BLACKとシャドームーンが登場するが、BLACKの声は代役の声優が演じている（シャドームーンの声は原作通りのてらそままさき）。
オール仮面ライダー ライダージェネレーション シリーズ
2011年8月4日発売。ニンテンドーDS専用ソフト。
オールライダーが登場するクロスオーバー作品。2012年8月2日に発売された『2』、2016年12月1日に発売された『レボリューション』にも引き続き登場。第1作と『2』ではBLACKの声は代役声優だったが、『レボリューション』では倉田てつをとなった。
仮面ライダー バトライド・ウォー創生
2016年2月25日発売。対応機種はPlayStation 3、PlayStation 4、PlayStation Vita。
BLACK（声：倉田てつを）、シャドームーン（声：てらそままさき）、創世王（声：飯塚昭三）が登場。
仮面ライダー クライマックスファイターズ
2017年12月7日発売。PlayStation 4用ソフト。
BLACK（声：倉田てつを）が登場。放映30周年記念参戦となり、昭和ライダーからは唯一の出演となる。

### コミック

#### 原作者自身による作品
『仮面ライダーBlack』のタイトルで、『週刊少年サンデー』にて1987年第41号 - 1988年50号の間に連載された。
実写版と違い、姿はバッタ男のままで、体に埋め込まれた「賢者の石」により体が黒く変色し、絶大な力を得るという設定となっている。ストーリーも実写版とは異なる点が多く、実写版のプロデューサーの吉川はテレビと漫画では分けており、互いに干渉させることはしなかったという。

#### 他の作家による作品
- 小林たつよし作画による作品 - 『月刊コロコロコミック』にて1987年10月号から1988年4月号まで、『てれびくん』にて1987年11月号から連載された。単行本化はされていないが第3話が『熱血!!コロコロ伝説』に復刻掲載された。

月刊コロコロコミック
| 掲載号       | サブタイトル（登場怪人）   |
| ------------ | -------------------------- |
| 1987年10月号 | 不明記（クモ怪人）         |
| 1987年11月号 | 不明記（コウモリ怪人、他） |
| 1987年12月号 | 龍神沼の怪人のまき         |
| 1988年1月号  | 不明記（甲虫怪人）         |
| 1988年2月号  | 不明記（女王蜂怪人、他）   |
| 1988年3月号  | 不明記（カマキーラ、他）   |
| 1988年4月号  | 不明記（ツノザメ怪人、他） |
てれびくん
| 掲載号       | サブタイトル（登場怪人）                          |
| ------------ | ------------------------------------------------- |
| 1987年11月号 | 戦え！仮面ライダーブラック!!                      |
| 1987年12月号 | 対決！ヤギ怪人のまき                              |
| 1988年1月号  | サボテン怪人をたおせのまき                        |
| 1988年2月号  | バトルホッパーをとりもどせ!!のまき                |
| 1988年3月号  | 剣聖ビルケニアあらわるのまき                      |
| 1988年4月号  | げきとう！カメレオン怪人のまき                    |
| 1988年5月号  | げきとつ！ゴルゴム2大マシン対ロードセクターのまき |
| 1988年6月号  | 対決！シャドームーン!!（前ぺん）のまき            |
| 1988年7月号  | 対決！シャドームーン!!（後へん）のまき            |
| 1988年8月号  | 不明記（シャドームーン）                          |
| 1988年9月号  | げきとつ3大怪人のまき                             |
| 1988年10月号 | 勝て！ライダー!!そして・・・!?のまき              |
- 石川森彦作画による作品 - 『小学一年生』・『小学二年生』にて連載。

小学一年生
| 掲載号       | サブタイトル（登場怪人）       |
| ------------ | ------------------------------ |
| 1987年12月号 | 不明記（サイ怪人）             |
| 1988年1月号  | 不明記（ツノザメ怪人）         |
| 1988年2月号  | 不明記（アンモナイト怪人、他） |
| 1988年3月号  | 不明記（マンモス怪人）         |
| 1988年4月号  | 不明記（ツルギバチ怪人、他）   |
| 1988年5月号  | 不明記（カメレオン怪人、他）   |
小学二年生
| 掲載号       | サブタイトル（登場怪人） |
| ------------ | ------------------------ |
| 1987年12月号 | 不明記（セミ怪人）       |
| 1988年1月号  | 不明記（カニ怪人）       |
- 『たたかえ仮面ライダーBLACK』 - 松田辰吉作画による作品。学習幼稚園連載

| 掲載号      | サブタイトル（登場怪人） |
| ----------- | ------------------------ |
| 1988年1月号 | 不明記（ツノザメ怪人）   |
| 1988年2月号 | 不明記（マンモス怪人）   |
| 1988年3月号 | 不明記（イワガメ怪人）   |
| 1988年4月号 | 不明記（ツルギバチ怪人） |
| 1988年5月号 | 不明記（カメレオン怪人） |
- シュガー佐藤による作品 テレビランド連載

| 掲載号       | サブタイトル（登場怪人）     |
| ------------ | ---------------------------- |
| 1987年11月号 | 不明記（クモ怪人）           |
| 1987年12月号 | 不明記（サイ怪人）           |
| 1988年1月号  | 不明記（サボテン怪人）       |
| 1988年2月号  | 不明記（イワガメ怪人）       |
| 1988年3月号  | 不明記（ビルケニア）         |
| 1988年4月号  | 不明記（カメレオン怪人、他） |
| 1988年5月号  | 不明記（イラガ怪人）         |
| 1988年6月号  | 不明記（イカ怪人）           |
| 1988年7月号  | 不明記（シャドームーン）     |
| 1988年8月号  | 不明記（ムカデ怪人）         |
| 1988年9月号  | 不明記（コウモリ怪人）       |
| 1988年10月号 | 不明記（創生王、他）         |
- 『仮面ライダーBLACK 世紀王・南光太郎』・『仮面ライダーBLACK 信彦・鬼神の影!!』 - きむらひでふみによる短編作品。それぞれケイブンシャの大百科シリーズ『仮面ライダーBLACK大百科』、および『仮面ライダーBLACK大百科2』に収録。
- 『仮面ライダーBlack PART⊗ イミテーション・7』 - 島本和彦によるオリジナルの読み切り作品。『週刊少年サンデー30周年記念増刊号』に掲載された。仮面ライダーBlackを倒すための実験体[注釈 53]の一人として改造された男が主人公で、仮面ライダーBlackは脇役となっている。様々な事情から世界観は石ノ森の萬画版とテレビ版を折衷したものとなっていて、南光太郎の姿や彼が乗るバトルホッパーはテレビ版に準じて描かれる一方、仮面ライダーの姿はテレビと萬画それぞれのディテールをミックスしたものになるなどしている。

### 小説
TVアニメブックス『仮面ライダーBLACK MADソルジャー計画』
作：西村光二 挿絵：新貝鉄也
小学生対象のレーベルだが文面にルビなどは添えられておらず、内容も一部に官能的かつ猟奇的な描写が見受けられる。魚類をベースにしたオリジナルの怪人が登場。
アドベンチャーヒーローブックス『仮面ライダーBLACK 魔軍のバトル』
作：滝沢一穂 編集：スタジオ・ハード
『宇宙刑事シャイダー 挑戦者時空を越えて』に続く、ケイブンシャ特撮ヒーローゲームブック第2作。

### CDドラマ
『仮面ライダーBLACK 歌とアクション』
脚本、構成：鷺山京子 登場怪人：サソリ怪人
トラック1、3、5、7、8、10、12、14は主題歌、挿入歌だがドラマ部分とは独立しており、歌の途中に台詞が入ることは無い。ただし、トラック1、8の頭には効果音が入る。

### パチンコ
ぱちんこ仮面ライダー フルスロットル
隠れキャラとして登場している（出現した時点で大当たり確定）。

## 仮面ライダーBLACK SUN
『仮面ライダーBLACK SUN』
2022年10月28日よりAmazon Prime Videoにて全10話が配信開始された。過激な表現があるためR-18指定となっている。
「仮面ライダー生誕50周年記念プロジェクト」のひとつとして、白石和彌のもとリブート作品として制作されることが、2021年4月3日に発表された。同年11月21日に配信イベント「TAMASHII NATION ONLINE2021」にて、BLACK SUNとバトルホッパーのビジュアル、光太郎と信彦を演じるキャストが西島秀俊（南光太郎）、中村倫也（秋月信彦）であることが発表された。

### スタッフ（仮面ライダーBLACK SUN）
- 監督 - 白石和彌
- 脚本 - 髙橋泉
- 音楽 - 松隈ケンタ
- 美術監督 - 今村力
- コンセプトビジュアル - 樋口真嗣
- 特撮監督 - 田口清隆
- 造型 - 藤原カクセイ
- キャラクターデザイン - 小林大祐
- スタイリスト - 伊賀大介
- 撮影 - 馬場元
- 照明 - 西村昌幸
- 整音 - 浦田和治
- 録音 - 三木雄次郎
- 美術 - 福澤勝広
- スタントコーディネーター - 吉田浩之
- 編集 - 加藤ひとみ
- 音響効果 - 柴崎憲治
- VFXスーパーバイザー - 福嶋瞬、カルロス
- エグゼクティブ・プロデューサー - 白倉伸一郎
- 企画プロデュース - 古谷大輔
- プロデューサー - 長谷川晴彦、椋樹弘尚、佐藤雅彦
- 制作プロダクション - 角川大映スタジオ
- 製作 - 東映株式会社、「仮面ライダーBLACK SUN」PROJECT

### 登場人物（仮面ライダーBLACK SUN）
- 南光太郎 / 仮面ライダーBLACK SUN / 黒殿様飛蝗怪人 / 新創世王 - 西島秀俊
- 秋月信彦 / 仮面ライダーSHADOWMOON / 銀殿様飛蝗怪人 - 中村倫也
- 和泉葵 / カマキリ怪人 - 平澤宏々路
- 小松俊介 / 雀怪人 - 木村舷碁
- ダロム（三葉虫怪人）- 中村梅雀
- ビシュム（翼竜怪人）- 吉田羊
- バラオム（剣歯虎怪人）- プリティ太田
- ビルゲニア（古代甲冑魚怪人）- 三浦貴大
- コウモリ怪人（大蝙蝠怪人）- 音尾琢真
- クジラ怪人（白長須鯨怪人）- 濱田岳
- ノミ怪人（蚤怪人）- 黒田大輔
- アネモネ怪人（金鳳花怪人）- 筧美和子
- クモ怪人（蜘蛛怪人）- 沖原一生
- 堂波真一 - ルー大柴
- 仁村勲 - 尾美としのり
- 幹事長 - 寺田農
- 井垣渉 - 今野浩喜
- 黒川一也 - 川並淳一
- ニック / コウロギ怪人（蟋蟀怪人）- Jua
- 川本英夫 - 山本浩司
- 川本莉乃 - 内田慈
- 和泉美咲 - 占部房子
- 小松佐知 / 雀怪人 - 並木愛枝
- 小松茂雄 - 野中隆光
- 南光太郎【1972年】 - 中村蒼
- 新城ゆかり - 芋生悠
- 堂波真一【1972年】- 前田旺志郎
- オリバー・ジョンソン - モクタール
- ダロム（三葉虫怪人）【1972年】- 岡部尚
- ビシュム（翼竜怪人）【1972年】- 櫻井麻七
- 南光太郎（11歳）- 岩田琉聖
- 秋月信彦（11歳）- 鈴木奏晴
- 南光三 - 前原滉
- 秋月総一郎 - 上川周作

## CS放送・ネット配信
CS放送
- 東映チャンネル：2001年6月 - 12月、2004年1月 - 4月、2013年2月 - 8月、2015年2月 - 8月
  - 2004年の放送時のみ「アンコールアワー」枠で、他はいずれも「石ノ森章太郎劇場」枠での放送。

ネット配信
- 東映特撮 YouTube Official：2011年8月1日 - 2012年1月22日、2013年12月23日 - 2014年6月15日、2017年5月6日 - 11月4日、2021年6月16日 - 12月15日
  - 2021年に実施された4度目の配信の際、9月29日より配信予定であった第32話について、現時点で諸事情につき配信困難であることがチャンネルよりアナウンスされた[123]。その後10月13日に2週遅れで第32話の配信が実施され、併せて前週配信分である第33・34話の配信期間も1週間延長された[124]。また、11月24日に配信された48話、12月1日に配信された第49・50話、12月8日に配信された第51話の次回予告後に『RX』の新番組予告が挿入されたが、放送当初と同様に放送開始日が10月16日バージョンで配信された。
- 東映特撮ニコニコおふぃしゃる：2012年5月6日 - 2013年4月14日